# Johannes van Acken

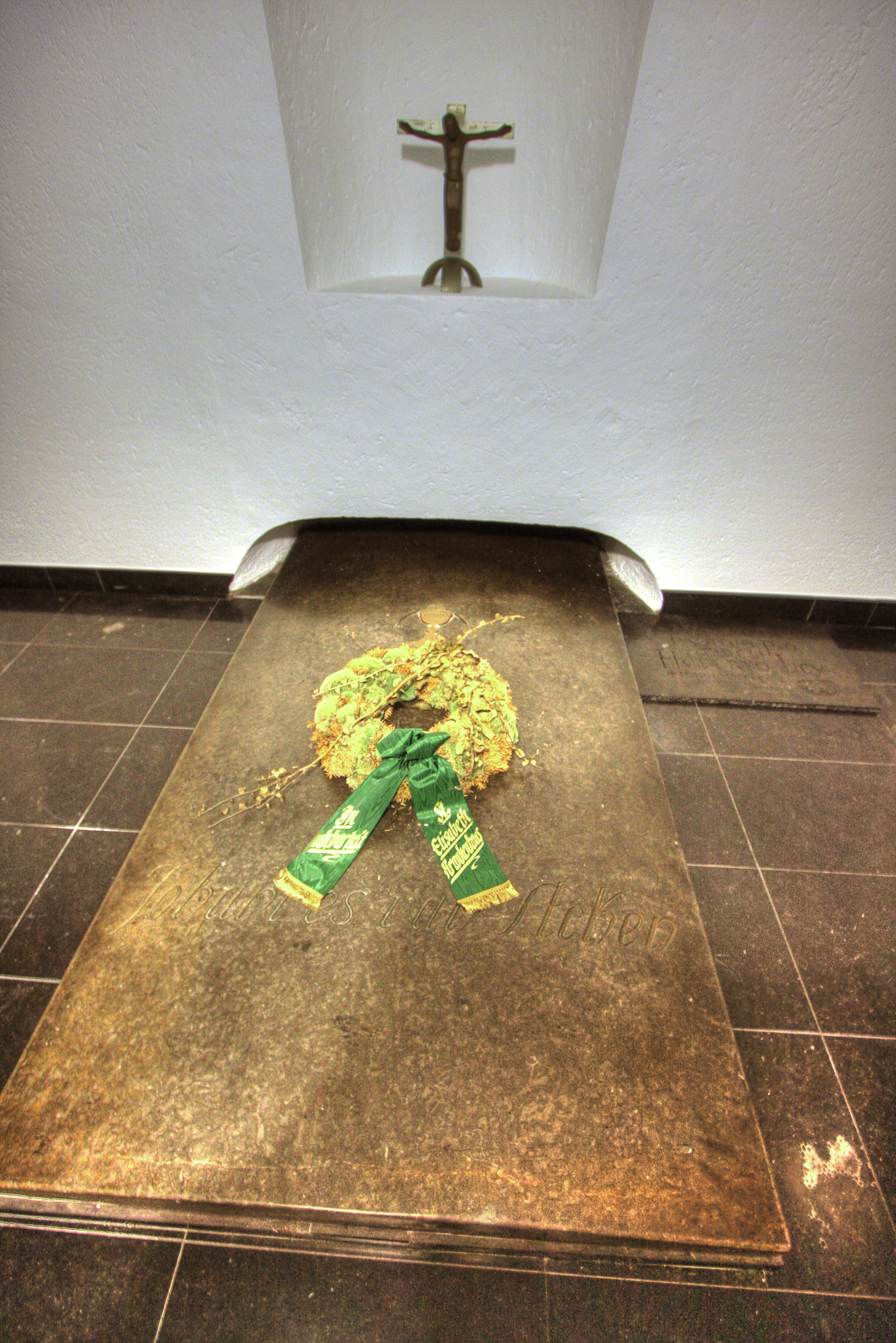
Grab von Johannes van Acken in der Krypta der Krankenhauskirche St. Elisabeth in Köln-Hohenlind

Rütger Johannes van Acken (* 19. Dezember 1879 in Goch; † 17. Mai 1937 in Berlin) war ein deutscher katholischer Geistlicher und in den 1920er und 1930er Jahren „eine der markantesten Persönlichkeiten des Deutschen Caritasverbandes“. Seine Schrift über die Christozentrische Kirchenkunst „wurde zum einflussreichsten Raumprogramm des katholischen Kirchenbaus jener Zeit. Johannes van Acken ist daher als ein geistiger Vater der spirituellen Idee des modernen Kirchenbaus zu begreifen“.

## Herkunft und Ausbildung
Johannes van Acken stammte als eines von elf Kindern aus einer alteingesessenen Familie im niederrheinischen Goch. Nach dem Abitur am Bischöflichen Knabenseminar zu Gaesdonck, dem Collegium Augustinianum, trat er ins Collegium Borromaeum in Münster ein, um an der Königlichen Theologischen und Philosophischen Akademie Theologie zu studieren. Nach Studienabschluss im August 1902 wechselte er ins Priesterseminar und empfing am 6. Juni 1903 zusammen mit 56 anderen jungen Männern im Hohen Dom durch Bischof Hermann Jakob Dingelstad das Sakrament der Priesterweihe. Zu seinem Weihekurs gehörten auch der spätere Weihbischof Heinrich Roleff und Joseph Lodde, der 1943 im KZ Dachau zu Tode gequält wurde.

## Wirken
Am 29. Juli 1903 ernannte ihn der Bischof zum Kaplan an der Pfarrei St. Nikolaus in Brüggen am Niederrhein und am 1. Dezember 1904 zum Kaplan an der Pfarrei St. Lamberti in Gladbeck. Besondere Schwerpunkte seiner Arbeit lagen in der Arbeiter- und Krankenseelsorge. Noch bevor er am 6. August 1910 zum Rektor des St. Barbara-Hospitals ernannt wurde, hatte er in den Jahren 1908 und 1909 zusammen mit dem Kölner Baumeister Otto Müller-Jena das Krankenhaus durch erhebliche Um- und Erweiterungsbauten zu einer modernen 300 Betten-Klinik ausgebaut.
Im Jahr 1911 gehörte van Acken zu den Gründern des Gladbecker Vereins für Orts- und Heimatkunde, für dessen Publikationsorgan, die Gladbecker Blätter für Orts- und Heimatkunde, er in den kommenden zwei Jahrzehnten nahezu zwei Dutzend Aufsätze und Forschungsbeiträge verfasste. Manche davon sind bis heute mehrfach erneut abgedruckt worden. Zudem brachte er seinen Kunstverstand in verschiedene Gladbecker Bauprojekte ein. Die großen farbigen Glasfenster im Trauzimmer und in den Sitzungssälen des neuen Amtshauses waren nach Vorschlägen van Ackens entstanden; er verfasste auch die Verse für die Fensterbilder. Als 1910 beschlossen wurde, in den Ortsteilen Butendorf und Zweckel neue Kirchen zu errichten, war van Acken die führende Person in den beiden Bauausschüssen. Für die Heilig-Kreuz-Kirche in Butendorf setzte er dabei wieder auf die bewährte Zusammenarbeit mit dem evangelischen (sic!) Architekten Otto Müller-Jena.
Seine wegweisenden Gedanken zum neuzeitl[ichen] Pfarrkirchenbau legte van Acken zunächst in einer Schrift dar, die er zur Fertigstellung der beiden Kirchen verfasste. Insbesondere die Gestaltung des Butendorfer Gotteshauses entsprach seiner Forderung nach einer „Ausweitung des Hauptraumes der Kirche“, ohne „allzuviele Turm- und Pfeilernischen“ und ohne störende Säulen, damit der Blick aller auf den Altar und damit eine echte Teilnahme am eucharistischen Opfer gewährleistet sei. Acht Jahre nach Fertigstellung der beiden genannten Kirchen erweiterte und konkretisierte Johannes van Acken seine Ideen von einem neuzeitlichen Kirchenbau und der mit ihm verbundenen Kunst und Kirchenmusik in der Schrift Christozentrische Kirchenkunst. Ein Entwurf zum liturg[ischen] Gesamtkunstwerk, die deutschlandweit derart großen Anklang fand, dass sie binnen Jahresfrist in einer zweiten Auflage erschien. Bedeutende Kirchenbaumeister wie Dominikus Böhm, Josef Franke und Carl Moritz steuerten eigene Entwürfe zu dieser Schrift bei. Zwar wurde van Ackens Ansatz kontrovers diskutiert, doch sein unbestrittenes Verdienst war es, „zum ersten Mal seit einem Vierteljahrhundert wieder konkrete architektonische Vorstellungen zum Pfarrkirchenbau schriftlich festgehalten zu haben“. Bis heute „gilt sein Text […] als einer der wichtigsten Quellentexte für den gesamten modernen Kirchenbau des 20. Jahrhunderts“.
Zweimal, am 2. März 1919 und am 4. Mai 1924, wurde Johannes van Acken für das Zentrum in die Gladbecker Stadtverordnetenversammlung gewählt. Dort arbeitete er mit Männern wie Hermann Buschmann, Heinrich Dieckmann, Mathias Jakobs, Franz Riesener und Georg Stieler zusammen.
Spätestens seit Dezember 1919 war Johannes van Acken über Gladbeck hinaus im Deutschen Caritasverband (DCV) tätig, und bereits im November 1920 wurde er in den Zentralvorstand des DCV berufen. Dessen Präsident (seit 1921), der nahezu gleichaltrige Benedikt Kreutz, hatte in dem Rektor des Gladbecker Krankenhauses einen seiner wichtigsten Mitarbeiter gefunden. Im August 1924 wurde van Acken dann nach Berlin berufen, wo er neben Heinrich Wienken, dem späteren Bischof von Meißen, die Hauptvertretung des DCV leiten sollte. Für den DCV hatte er den Kontakt zu anderen Organisationen des Wohlfahrtswesens, vor allem aber zur Politik und den staatlichen Institutionen zu pflegen. Ende August 1925 begegnete van Acken erstmals dem Apostolischen Nuntius, Eugenio Pacelli, dem späteren Papst Pius XII., der ihn zu einem Gespräch in die Nuntiatur gebeten hatte. Von Berlin aus entwickelte van Acken seit 1926 in enger Abstimmung mit Benedikt Kreutz den Plan eines zentralen Ausbildungsinstitutes im Bereich der katholischen Gesundheitsfürsorge, verbunden mit einem Krankenhaus, das als Muster- und Lehranstalt dienen sollte. In dieser Zeit begannen auch seine Kontakte zu Oberbürgermeister Konrad Adenauer, dessen Anliegen es war, Institut und Lehrkrankenhaus in Köln ansiedeln zu lassen.
Im Frühjahr 1930 wechselte Johannes van Acken von Berlin nach Köln-Hohenlind, um dort als Vertreter des DCV die Bauausführung zu leiten. Nach knapp zwei Jahren konnten Ende Oktober die Einweihung des Instituts und die Inbetriebnahme des St. Elisabeth-Krankenhauses gefeiert werden. Im Zuge der Machtübernahme der Nationalsozialisten brachte Konrad Adenauer, vor dessen Haus bereits eine SA-Wache aufgezogen war, anlässlich der letzten Kommunalwahlen am 12. März 1933 seine Kinder aus Sorge um ihr persönliches Wohl für mehrere Tage bei van Acken, „dem befreundeten Direktor des Karitashauses“, in Hohenlind unter.
Johannes van Acken starb völlig überraschend am Pfingstmontag, dem 17. Mai 1937, auf einer Dienstreise im Hildegardiskrankenhaus in Berlin. Er wurde am 22. Mai mit großen Ehren in der Krypta der von ihm gegründeten Krankenhauskirche St. Elisabeth in Köln-Hohenlind beigesetzt. Konrad Adenauer bekannte in einem seiner gleich zwei Beileidsschreiben: „Er war einer der ausgezeichnetesten und verehrungswürdigen Männer, denen ich begegnet bin.“

## Auszeichnungen (Auswahl)
- 1917: Verdienstkreuz für Kriegshilfe
- 1932: Päpstlicher Geheimkämmerer
- 1935: Päpstlicher Hausprälat

## Schriften (Auswahl)
- Festschrift zur Einweihung der Kirchen zum Hl. Herzen Jesu und zum Hl. Kreuze in Gladbeck. Alfons Theben, Gladbeck 1914.
- gemeinsam mit Hermann Wolters: Gladbeck und Horst. Die Auffassung der Gladbecker Zentrumsfraktion zur Frage der Eingemeindung von Horst nach Gladbeck. Gladbeck 1921.
- Festschrift zur goldenen Jubelfeier des kath. Knappen- und Arbeitervereins St. Lambert zu Gladbeck i. W. Gladbeck 1921.
- Christozentrische Kirchenkunst. Ein Entwurf zum liturg. Gesamtkunstwerk. 2. Auflage, Gladbeck 1923.
- Deutscher Caritasverband Freiburg. 2. Ausführungsbericht zum Bau des Deutschen Caritasinstitutes für Gesundheitsfürsorge u. St. Elisabeth-Krankenhaus zu Köln-Hohenlind. Köln 1932.
- Gebete von Hohenlind. Feiern für die Zeiten und Feste des Kirchenjahres. Caritasverlag, Freiburg 1936.
- Germanische Frömmigkeit in liturgischen Hymnen. Caritasverlag, Freiburg 1937.
- Festschrift zur Einweihung der Kirchen zum Hl. Herzen Jesu und zum Hl. Kreuze in Gladbeck. Faksimilierter Nachdruck des Originals von 1914, neu herausgegeben und mit einem Vorwort von Ralph Eberhard Brachthäuser, Gladbeck 2022, ISBN 978-3-9824049-1-2.
- Christozentrische Kirchenkunst. Ein Entwurf zum liturgischen Gesamtkunstwerk. Neu herausgegeben, bearbeitet und ergänzt um eine Biographie von Ralph Eberhard Brachthäuser und eine kunsthistorische Einordnung von Manuela Klauser, mit einem Geleitwort von Albert Gerhards, Münster 2022, ISBN 978-3-643-15197-1.

## Ehrungen (Auswahl)
- 1982: Prälat-van-Acken-Straße in Köln
- 1994: Van-Acken-Straße in Goch
- 2008: Johannes-van-Acken-Haus in Gladbeck (Seniorenzentrum der Caritas)